# Protea lorifolia
Protea lorifolia är en tvåhjärtbladig växtart som först beskrevs av Richard Anthony Salisbury och Joseph Knight, och fick sitt nu gällande namn av Henry Georges Fourcade. Protea lorifolia ingår i släktet Protea och familjen Proteaceae. Inga underarter finns listade i Catalogue of Life.